# Joemar Guarecuco
Joemar Guarecuco (Socopó, Barinas, Venezuela, 20 de junio de 1994) es una futbolista profesional venezolana que se desempeña en el terreno de juego como delantera. Su actual equipo es el América de Cali Femenino de la Liga Profesional Femenina de Colombia. Es internacional con la selección de Venezuela.

## Clubes
| Club                      | País      | Año             |
| ------------------------- | --------- | --------------- |
| Potras de Barinas FC      | Venezuela | 2010 - 2013     |
| Atlético de Madrid        | España    | 2014 - 2015     |
| Estudiantes de Guarico FC | Venezuela | 2016            |
| Zamora FC                 | Venezuela | 2017 - 2018     |
| Cortuluá                  | Colombia  | 2018 - 2019     |
| América de Cali           | Colombia  | 2020 - presente |

## Participación internacional
Guarecuco ha vestido en 7 ocasiones la camiseta de la selección mayor de Venezuela.

### Participaciones en Copas del Mundo
| Mundial                         | Sede              | Resultado    |
| ------------------------------- | ----------------- | ------------ |
| Mundial Femenino sub-17 de 2010 | Trinidad y Tobago | Primera fase |